# Tea Act
De Tea Act (theewet) (13 Geo 3 c 44) was een in mei 1773 door het Parlement van het Verenigd Koninkrijk gestemde wet, die aan de Britse Oost-Indische Compagnie toestemming gaf om haar thee vanuit Groot-Brittannië te exporteren naar de Britse kolonies in Noord-Amerika zonder de verplichting op de export taksen te betalen.
Deze wet werd gecreëerd om de Britse Oost-Indische Compagnie ter hulp te komen, die toentertijd een zware economische crisis onderging, door het monopolie op de verkoop van thee in de Britse kolonies verder te vergroten. De hongersnood van 1769-1770 had namelijk geleid tot de dood van 7 tot 10 miljoen Bengalen in India en daarnaast bevonden de Europese markten zich in een crisis. De Britse Oost-Indische Compagnie slaagde er niet in om haar thee in haar warenhuizen in Londen te verkopen (deels doordat in de Britse kolonies Nederlandse thee werd binnengesmokkeld en aan lagere prijzen dan de Britse thee werd verkocht).
Het Britse Parlement had in maart 1770 een concessie aan de Amerikaanse kolonisten gedaan door middel van de intrekking van de omstreden Townshend Acts. Maar de belasting op de thee, hoewel erg laag, was de enige die bewaard bleef ter bevestiging van de legitimiteit van het belasten van de kolonies door Londen.
De gevolgen van de Tea Act, die deel uitmaakte van een reeks andere wetten (Stamp Act), waren de boycot van Britse thee door de Amerikaanse kolonisten en de Boston Tea Party.